# Anne Poleska
Anne Poleska (ur. 20 lutego 1980 w Krefeld) – niemiecka pływaczka specjalizująca się w stylu klasycznym, medalistka olimpijska, mistrzostw Świata i Europy.